# Walliser Rosé
Der Walliser Rosé ist ein Schweizer AOC-zertifizierter Roséwein, der aus roten Rebsorten stammt, welche den Walliser AOC-Anforderungen entsprechen. Der Walliser Rosé kann bis zu 10 Prozent mit Walliser AOC-Weissweinen verschnitten werden.
Werden rote und weisse Walliser Weintrauben gekeltert, die aus dem gleichen Weinberg stammen und die noch vor der Gärung vom Winzer vermischt wurden, wird auch von einem Schillerwein aus dem Kanton Wallis gesprochen.
Zum Roséwein im Kanton Wallis:
- Weisser Dôle
- Œil de perdrix du Valais
- Rosé de Goron[3]